# Ligbi (Sprache)
Das Ligbi (auch Ligwi, Nigbi, Nigwi, Tuba, Banda, Dzowo, Namasa, Tsie, Weila, Wiila, Weela und Jogo) ist die Sprache der westafrikanischen Ligbi-Volksgruppe mit nur noch ca. 15.000 Sprechern in Ghana (2003 GILLBT) und etwa 4.000 Sprechern in der Elfenbeinküste.
In Ghana wird Ligbi in Numasa im nordwestlichen Gebiet der Brong Ahafo Region, östlich von Sampa und nordwestlich von Wenchi gesprochen. 
In der Elfenbeinküste wird Ligbi im östlichen Department verwendet in einem größeren Dorf mit dem Namen Bineto. Ferner gibt es eine Sprecher-Gruppe in Bouna sowie der Stadt Slil in der Nähe von  Boundoukou sowie einige Sprecher in Ourodougou am Rande zu Gebiet in dem Malinke gesprochen wird.
Anerkannte Dialekte sind Bungase, Gyogo, Hwela (Weila, Wiila, Weela, Vwela), Dwera (Manji-Kasa), Atumfour (Atoumfuor-Kasa) und Ntoleh.